# ITA 항공의 운항 노선
ITA 항공는 다음과 같은 노선을 운항하고 있다.

## 운항 노선

### 아시아

#### 동아시아
- 일본
  - 도쿄 - 하네다 국제공항

#### 동남아시아
- 태국
  - 방콕 - 수완나품 국제공항

#### 남아시아
- 몰디브
  - 말레 - 말레 국제공항 계절편
- 인도
  - 델리 - 인디라 간디 국제공항

#### 서남아시아
- 사우디아라비아
  - 리야드 - 킹 칼리드 국제공항
  - 제다 - 킹 압둘아지즈 국제공항
- 아랍에미리트
  - 두바이 - 두바이 국제공항
- 이스라엘
  - 텔아비브 - 벤구리온 국제공항

### 아프리카

#### 서아프리카
- 가나
  - 아크라 - 코토카 국제공항
- 세네갈
  - 다카르 - 블레주 디아뉴 국제공항

#### 북아프리카
- [[파일:{{{국기그림-과도정부}}}|22x20px|border |리비아|링크=리비아]] 리비아
  - 트리폴리 - 미티가 국제공항
- 알제리
  - 알제 - 우아리 부메디엔 공항
- 이집트
  - 카이로 - 카이로 국제공항
  - 샤름엘셰이크 - 샤름엘셰이크 국제공항 전세편
  - 후르가다 - 후르가다 국제공항 전세편
- 튀니지
  - 튀니스 - 튀니스 카르타고 국제공항

### 유럽

#### 서유럽
- 영국
  - 런던
    - 런던 개트윅 국제공항
    - 런던 시티 공항
- 프랑스
  - 파리
    - 파리 샤를 드 골 국제공항
    - 파리 오를리 공항

  - 니스 - 니스 코트다쥐르 공항
- 독일
  - 뒤셀도르프 - 뒤셀도르프 국제공항
  - 로스톡 - 로스톡 라지 공항 전세편
  - 뮌헨 - 뮌헨 국제공항
  - 슈투트가르트 - 슈투트가르트 공항
  - 프랑크푸르트 - 프랑크푸르트 국제공항
  - 함부르크 - 함부르크 공항 계절편
- 네덜란드
  - 암스테르담 - 암스테르담 스키폴 국제공항
- 벨기에
  - 브뤼셀 - 브뤼셀 국제공항

#### 중유럽
- 스위스
  - 제네바 - 제네바 국제공항
  - 취리히 - 취리히 국제공항

#### 남유럽
- 그리스
  - 아테네 - 아테네 국제공항
  - 로도스 - 로도스 국제공항 계절편
  - 자킨토스 - 자킨토스 국제공항 계절편
  - 케팔로니아 - 케팔로니아 국제공항 계절편
  - 코르푸 - 코르푸 국제공항 계절편
  - 테살로니키 - 테살로니키 국제공항 계절편
  - 헤라킬리온 - 헤라킬리온 국제공항 계절편
- 몰타
  - 발레타 - 몰타 국제공항 계절편
- 스페인
  - 마드리드 - 마드리드 바하라스 국제공항
  - 메노르카 - 메노르카 공항 계절편
  - 바르셀로나 - 바르셀로나 엘프라트 국제공항
  - 이비자 - 이비자 공항 계절편
  - 팔마데마요르카 - 팔마데마요르카 공항 계절편
- 알바니아
  - 티라나 - 티라나 국제공항 계절편
- 이탈리아
  - 로마 - 레오나르도 다 빈치 국제공항 허브
  - 나폴리 - 나폴리 국제공항
  - 라메지아 테르메 - 라메지아 테르메 국제공항
  - 람페두사 - 람페두사 공항 계절편
  - 레지오 칼라브리아 - 레지오 칼라브리아 공항
  - 밀라노 - 밀라노 리나테 공항 허브
  - 바리 - 바리 카롤 보이티와 공항
  - 베니스 - 베니스 마르코 폴로 국제공항
  - 볼로냐 - 볼로냐 굴리엘모 마르코니 공항
  - 브린디시 - 브린디시 공항
  - 알게로 - 알게로 페르틸라 공항
  - 제노아 - 제노아 크리스토포로 콜롬보 공항
  - 카타니아 - 카타니아 폰타나로사 공항
  - 칼리아리 - 칼리아리 엘마스 공항
  - 토리노 - 토리노 카셀레 공항
  - 트리에스테 - 트리에스테 공항
  - 판텔렐리아 - 판텔렐리아 공항 계절편
  - 팔레르모 - 팔코네 보르셀리노 국제공항
  - 피렌체 - 피렌체 페레톨라 공항

#### 동유럽
- 불가리아
  - 소피아 - 소피아 공항
- 크로아티아
  - 두브로브니크 - 두브로브니크 공항
  - 스플리트 - 스플리트 공항 계절편

### 아메리카

#### 북아메리카
- 미국
  - 워싱턴 D.C - 워싱턴 덜레스 국제공항 계절편
  - 뉴욕 - 존 F. 케네디 국제공항
  - 로스앤젤레스 - 로스앤젤레스 국제공항
  - 마이애미 - 마이애미 국제공항
  - 보스턴 - 보스턴 로건 국제공항
  - 샌프란시스코 - 샌프란시스코 국제공항 계절편
  - 시카고 - 시카고 오헤어 국제공항 계절편
- 캐나다
  - 토론토 - 토론토 피어슨 국제공항 계절편

#### 남아메리카
- 브라질
  - 리우데자네이루 - 리우데자네이루 갈레앙 국제공항
  - 상파울루 - 상파울루 구아룰류스 국제공항[2]
- 아르헨티나
  - 부에노스 아이레스 - 미니스토로 피스타리니 국제공항[2]

#### 카리브해
- 프랑스령 마르티니크
  - 포르드프랑스 - 마르티니크 에메 세제르 국제공항 전세편

## 단항 노선

### 유럽

#### 서유럽
- 영국
  - 런던 - 런던 히드로 국제공항
- 룩셈부르크
  - 룩셈부르크 시티 - 룩셈부르크 핀델 국제공항

#### 남유럽
- 스페인
  - 발렌시아 - 발렌시아 공항
- 이탈리아
  - 밀라노 - 밀라노 말펜사 공항
  - 베로나 - 베로나 빌라프란카 공항
  - 페스카라 - 아브루조 공항